# Blokwatch

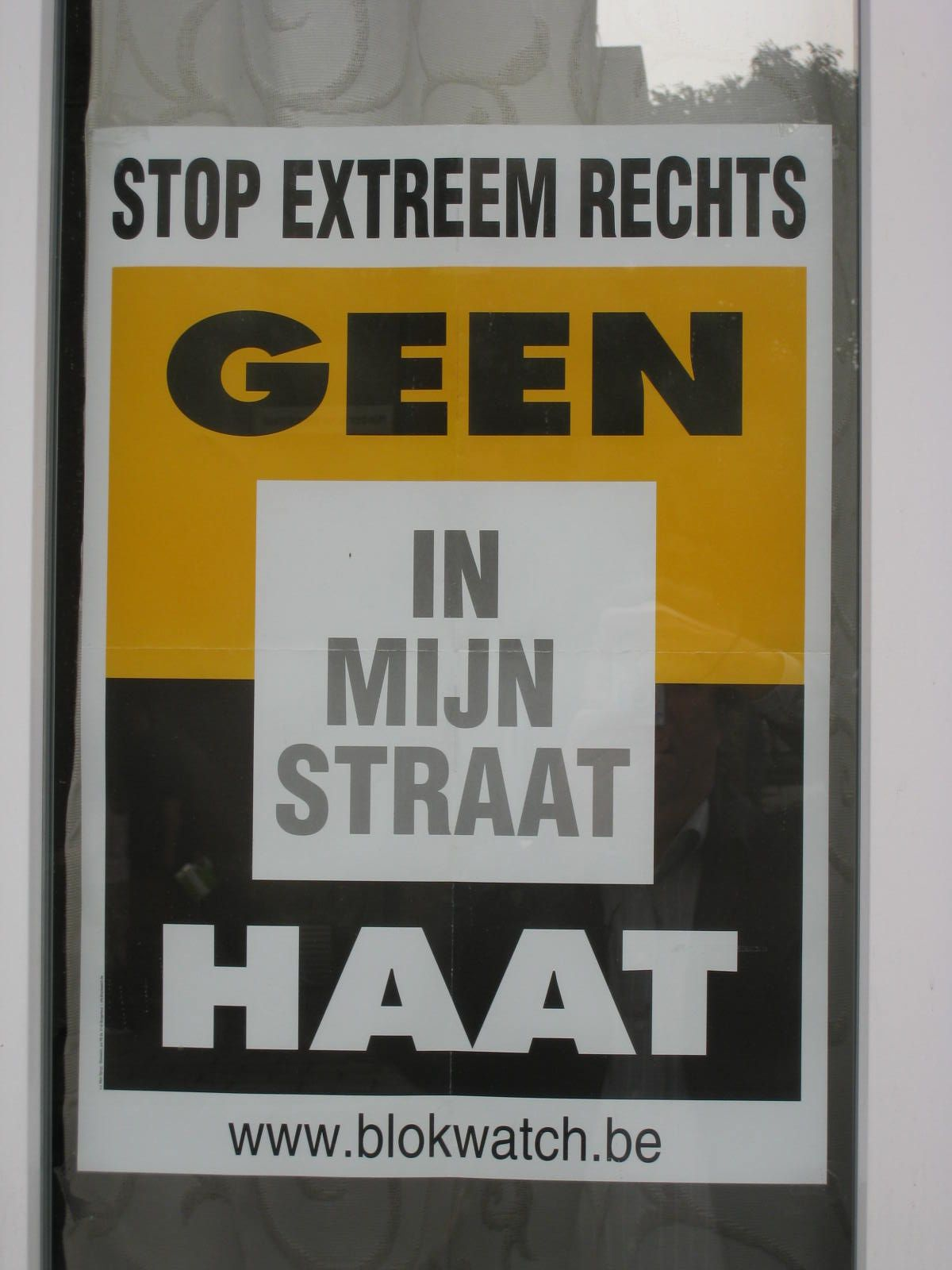
Affiche van Blokwatch

Blokwatch was een nieuwssite, virtueel archief- en documentatiecentrum en verzamelpunt voor onderzoek naar extreemrechts in Vlaanderen. De stichter van Blokwatch is politoloog, ABVV-werknemer en freelance journalist Marc Spruyt, auteur van verscheidene werken over het Vlaams Blok (Grove borstels, Wat het Vlaams Blok verzwijgt en Wat u moet weten over Vlaams Belang). Spruyt wilde met Blokwatch 'het Vlaams Blok van zijn internettroon stoten', ofwel het monopolie doorbreken dat georganiseerd Vlaams extreemrechts volgens hem had op online informatie over extreemrechts in Vlaanderen. Hij deed dat achtereenvolgens in een rubriek in de tijdschriften MaoMagazine en Deng, op een Skynetblog met de naam 'Blokwatcher' en van begin januari 2005 tot eind oktober 2007 op de website www.blokwatch.be.
Blokwatch schonk het meest aandacht aan het Vlaams Belang (voorheen Vlaams Blok, vandaar de naam Blok-Watch). Op de website vond je onder meer de oorspronkelijke Grondbeginselen van het Vlaams Blok uit 1979, de geactualiseerde versie uit 2004 en het 70-puntenplan dat een rol speelde in de veroordeling van 3 vzw's van de partij voor racisme in 2004.

## Geschiedenis
Blokwatch begon rond 6 juni 2004 (een week voor de verkiezingen van 13 juni 2004) als een weblog.
Begin oktober 2004 deed Spruyt op zijn weblog een oproep naar nieuwe medewerkers. Uiteindelijk werd een twaalfkoppig team gevormd met onder meer de makers van drie andere weblogs over extreemrechts, de blogs Baron Jéan de Sélys-Longchamps, antifa.be en vlaamsblok.blogspot. Op 7 januari 2005 ging de Blokwatch-website in haar definitieve vorm online.
Blokwatch organiseerde in 2005 een internetpetitie voor het staken van de overheidssubsidies aan het VB. Die maatregel werd gewettigd door het vonnis van het Hof van Beroep in Gent van 21 november 2004, maar werd nooit uitgevoerd.
Eind oktober 2007 meldde Marc Spruyt op de website van Blokwatch dat de website niet meer zou worden aangevuld. Hij deelde mee dat men in het opzet geslaagd was: de rol van het Vlaams Belang zou volgens Blokwatch grotendeels uitgespeeld zijn. Daarnaast haalde Spruyt als reden aan dat de meeste vrijwilligers om beroepsredenen afhaakten terwijl er geen aflossing van de wacht was. Het elektronisch archief, de boeken- en thesisservice bleven wel beschikbaar. Naar eigen zeggen werd de website tussen medio 2004 en medio 2007 meer dan zeven miljoen keer bezocht. 
Anno 2013 is de site niet meer bereikbaar.

## Beschermcomité en steun
De site beschikte over een beschermcomité bestaande uit verschillende professoren uit levensbeschouwelijke faculteiten. Ook de Liga voor Mensenrechten steunde het initiatief.
Blokwatch ontving volgende awards:
- Laureaat Prijs voor de Democratie 2005 - Blokwatch werd derde en kreeg deze omschrijving mee van de organisaties vzw Trefpunt & Democratie 2000 die op 21 juli 2005 deze prijs uitreikten: Vandaag de belangrijkste informatiebron over de antidemocratische werking van uiterst-rechts, vooral nu een aantal kwaliteitskranten hun onderzoeksjournalistiek op dat domein hebben opgegeven.
- Le Prix Raymond Aron pour la démocratie - Blokwatch ontving op 26 augustus 2005 in het parlement van de Franstalige Gemeenschap, deze door het Centre de Recherche et d’Etudes Politiques (CREP), een pluralistische en onafhankelijke vzw, uitgereikte prijs wegens zijn blijvend engagement voor de democratie.